# Анджей Росінський
Анджей Росінський (пол. Andrzej Rosiński, нар. 14 квітня 1964, Лодзь) — польський історик і дипломат, совєтолог.
У 1980-х роках — діяч самвидаву, у 1990 році закінчив історичний факультет Варшавського університету. У 1990-х роках — мéнеджер у видавництвах «Interpress» і «Krajowa Agencja Wydawnicza» (KAW).
У 1998—1999 роках — віце-консул Генерального консульства Республіки Польща у Львові.

## Праці
- Stalin. Demon zbrodni i zła (cz. 1. 1989, ISBN 8385086000, cz. 2. 1990, ISBN 83-85096-01-9);
- KGB kontra Demianiuk (1990);
- Encyklopedia piwa (1993, ISBN 83-900909-0-2).